# Lac Froid
Le lac Froid est un lac situé sur la péninsule Courbet, à l'est de la Grande Terre des îles Kerguelen dans les Terres australes et antarctiques françaises (TAAF).

## Géographie

### Situation
Le lac Froid est situé à l'est de la Grande Terre, au centre-ouest de la péninsule Courbet dans le massif des monts Courbet, au creux d'une dépression encastrée en altitude entre les montagnes Vertes (716 m) au sud et le mont Trapèze (807 m) à l'ouest.
Il s'étend sur 390 m de longueur et 315 m de largeur maximales pour environ 10 ha de superficie et est situé à environ 320 m d'altitude. Alimenté par les eaux de ruissellement et de fonte des neiges des monts qui l'entourent, l'émissaire du lac Vert est un torrent s'écoulant dans un canyon avant de se déverser dans le lac des Truites situé dans le val Studer.

### Toponymie
Le lac Froid est dénommé ainsi par Edgar Aubert de la Rüe en 1952 dans l'esquisse provisoire de la carte de la péninsule, nom confirmé en 1967 par la commission de toponymie des îles Kerguelen.